# Austin Westminster
Austin Westminster — сімейство легкових автомобілів, що виготовлялось британською компанією Austin у 1954—1968 рр. Включало у себе моделі А90, А95, А99, А105 та А110. Седани та універсали Westminster замінили модель A70 Hereford, а їх наступником став Austin 3-Litre. Автомобілі Farina Westminster також виготовлялись під престижними марками Wolsey та Vanden Plas. Загалом виготовили 101634 «Вестмінстери».
Назва Westminster вже використовувалась Austin'ом у 1930-их на легковиках моделей 16 та 12 (16/6 та 12/4).

## A90
A90 Six Westminster представили на Лондонському автосалоні у 1954 р — водночас із сімейством A40/A50 Cambridge. Автомобіль комплектувався новим рядним 6-циліндровим двигуном (BMC C-Series) з карбюратором Zenith. При робочому об'ємі 2,639 л агрегат розвивав 85 к.с. (63 кВт). Передня підвіска — незалежна пружинна на подвійних поперечних важелях (wishbones), задня — залежна ресорна із стабілізатором поперечної стійкості. Коробка передач була механічна 4-східчаста із синхронізаторами на трьох вищих передачах, а з 1955 р. мала підвищувальну передачу («овердрайв») як опцію.
У салоні з шкіряним оздобленням на люксовій версії та ПВХ на базовій передній диван мав окремі спинки з індивідуальним регулювання. За потреби спереду могли розміститись троє людей. На люксових моделях встановлювались піднімні підлокотники. Також при цій комплектації встановлювався центральний підлокотник на задньому дивані. Важіль стоянкового гальма знаходився під панеллю приладів, праворуч від керма. Обігрівач салону встановлювався на люксовій версії, а на базовій був опцією. Austin Motor Company також мали брошуру з A90 Six Westminster — поліцейським автомобілем з важелем перемикання передач на підлозі.
У 1955 р. британський журнал The Motor протестував седан Westminster de luxe. Його максимальна швидкість становила 85,7 миль/год (137,9 км/год), розгін 0—60 миль/год (97 км/год) за 18,9 с, витрата палива 20,2 милі на імперський галон (14 л/100 км, 16.8 mpg‑US). Включно з податками тестовий автомобіль коштував £834.
Індекс А90 спочатку мали легковики Austin Atlantic (1948—1952). Загалом було виготовлено 25532 автомобілів A90 Six Westminster.

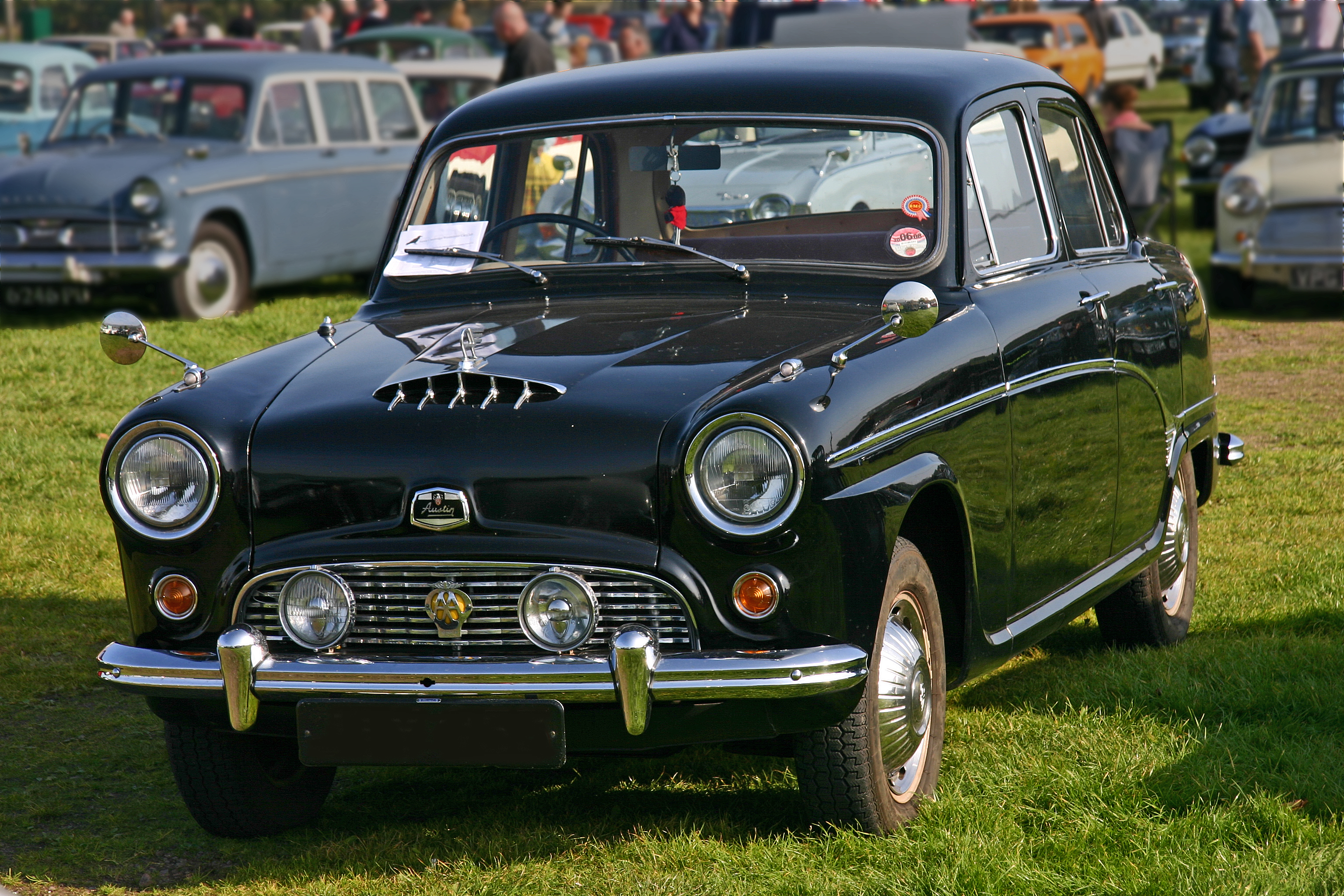
A90 Westminster
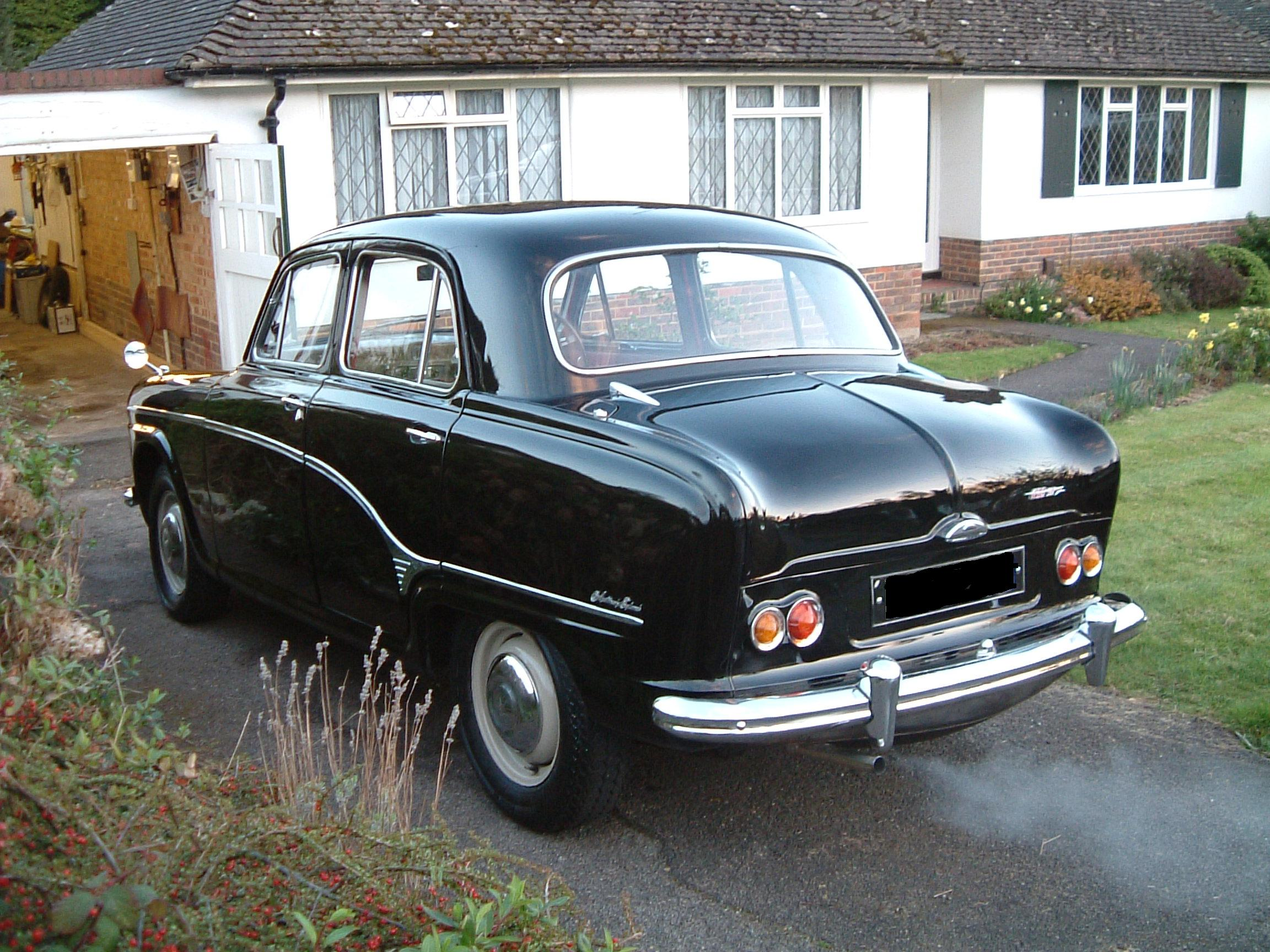
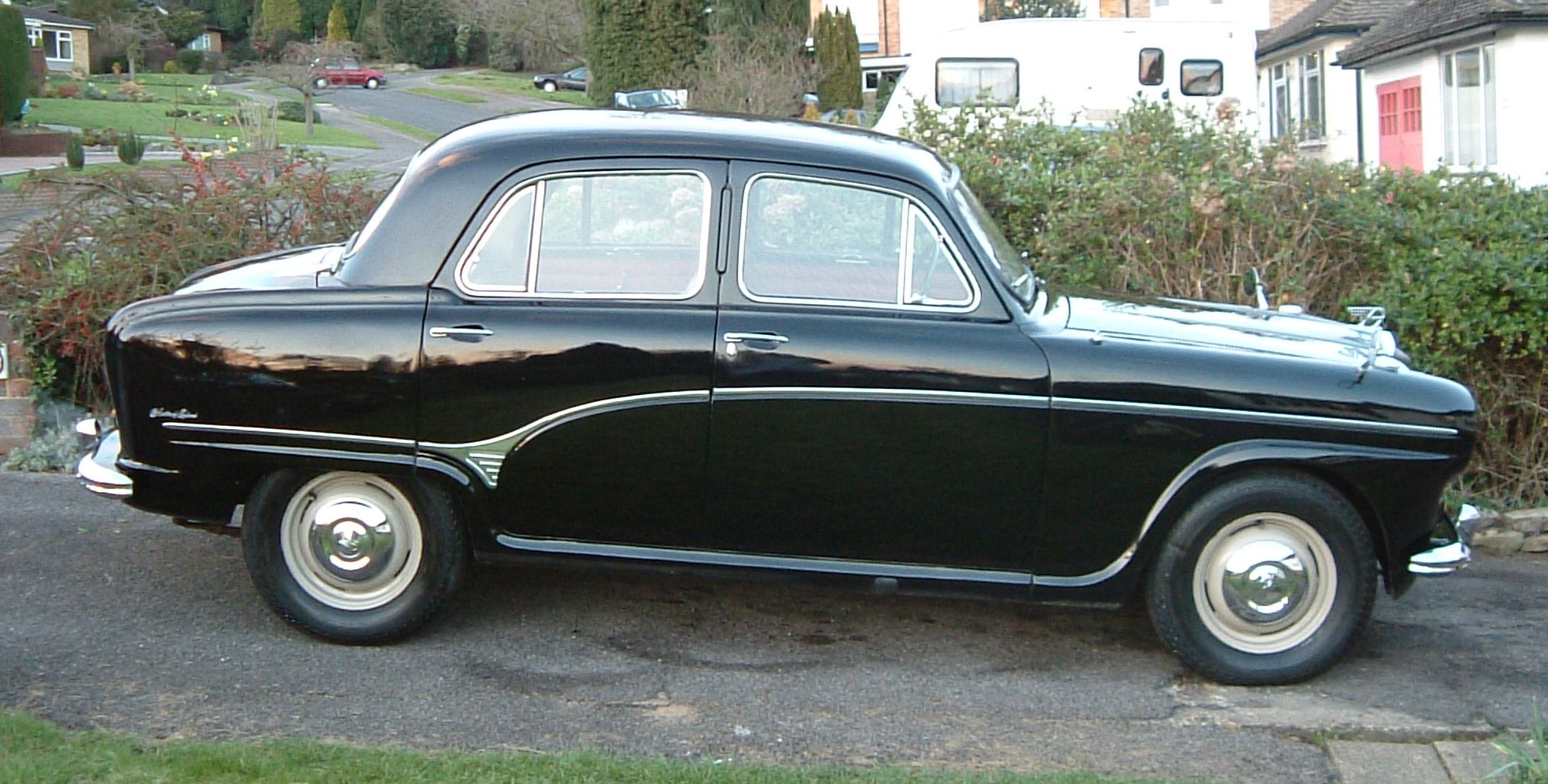
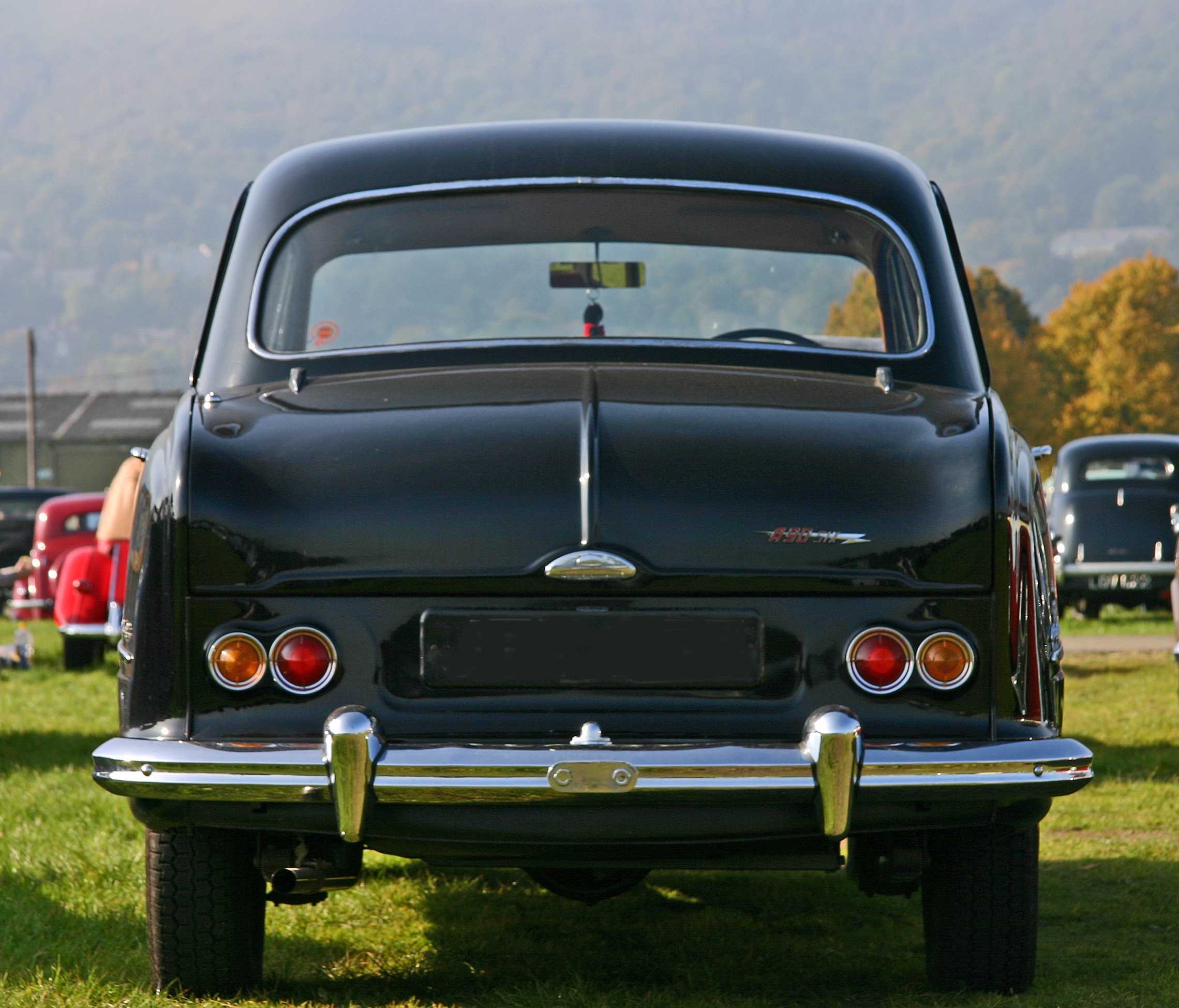
'cow hips' tail

## A95/A105
У травні 1956 р., виключно на короткий період, була анонсована похідна А90 Six Westminster — модель А105 з коротким багажником, 102-сильним 2,6 л двигуном (з двома SU карбюраторами) та підвищувальною передачею в стандартній комплектації. У жовтні 1956 р. А105 отримала довшу колісну базу, «овердрайв» у стандартній комплектації та автоматичну коробку передач як опцію. Подвійні протитуманні ліхтарі, опалювач та колісне оздоблення стали базовими, хоча радіо було в опціях. Двоколірна колірна схема, білі боковини шини («вайтволи») створювали хороший візуальний ефект. Таких версій моделі А105 була виконана незначна кількість й зараз вони є дуже рідкісними.
Восени 1956 р. модель А90 вдосконалили — з'явилась А95. Попри потужніший двигун, А95 була довшою та мала універсал у модифікації. Підвищувальна передача та автоматична коробка передач були новинкою у британському автопромі.
А95 та А105 виготовлялись разом до 1959 р. Загалом виконали 28065 екземплярів А95 та 6770 екземплярів А105.
У торговельній літературі А95 та А105 не йменувались «Вестмінстерами». Хоча, у водійських брошурах цією назвою позначали седани. Модифікація з кузовом універсал називалась Countryman. Однак, більшість ентузіастів до цих пір називають їх «Вестмінстерами».
У 1957—1960 рр. А95 з іншою решіткою, оздобленням, переднім диваном збиралась й продавалась у Австралії під назвою Morris Marshal.

Британський журнал The Motor протестував А105 у 1956 р. Максимальна швидкість становила 96,3 (155 км/год), розгін 0—60 миль/год (97 км/год) за 15,4 с. Витрата палива: 22 милі на імперський галон (12,8 л/100 км, 18.3 mpg‑US). Тестовий автомобіль коштував £1109 (включно з податками)

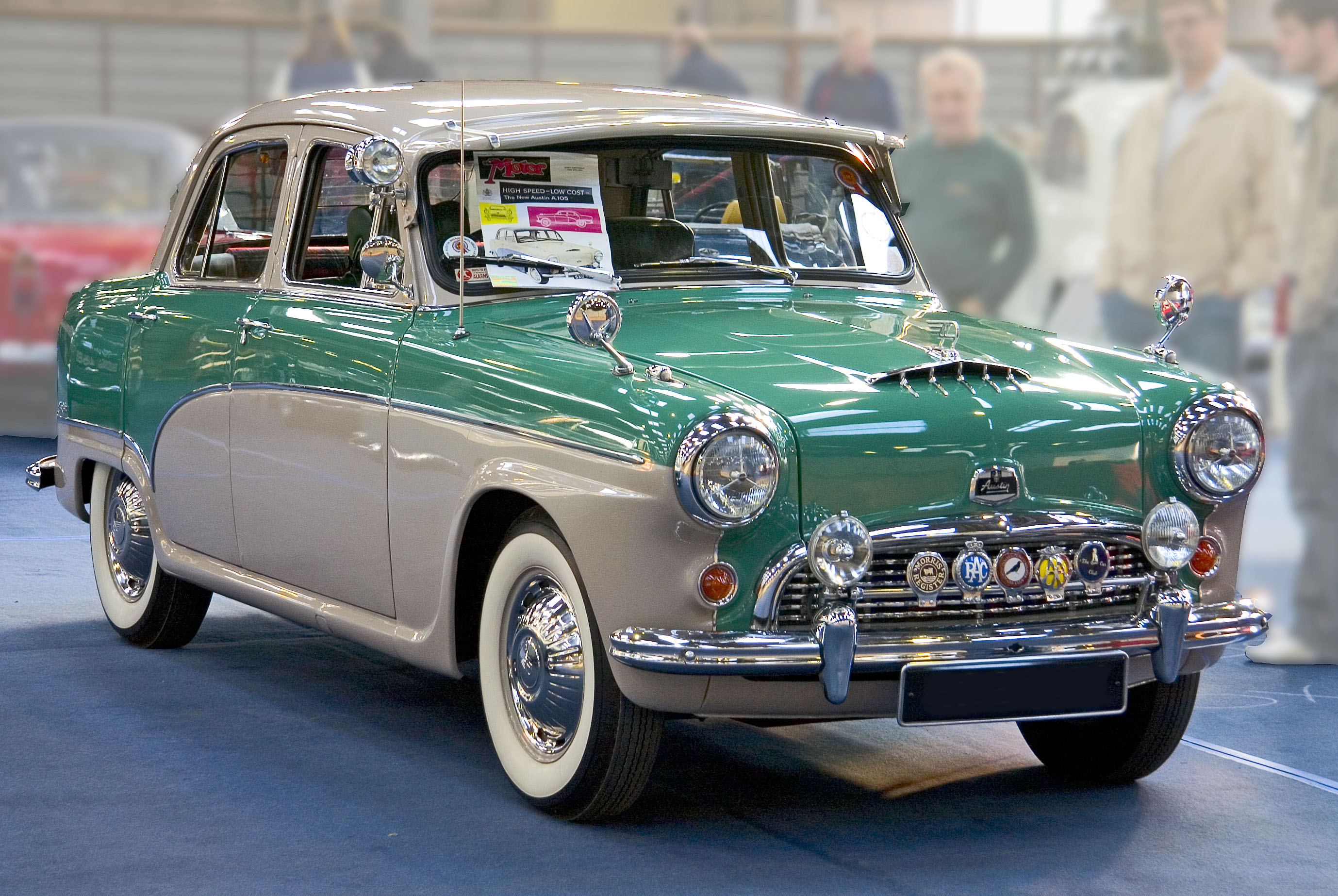
Перша модель A105
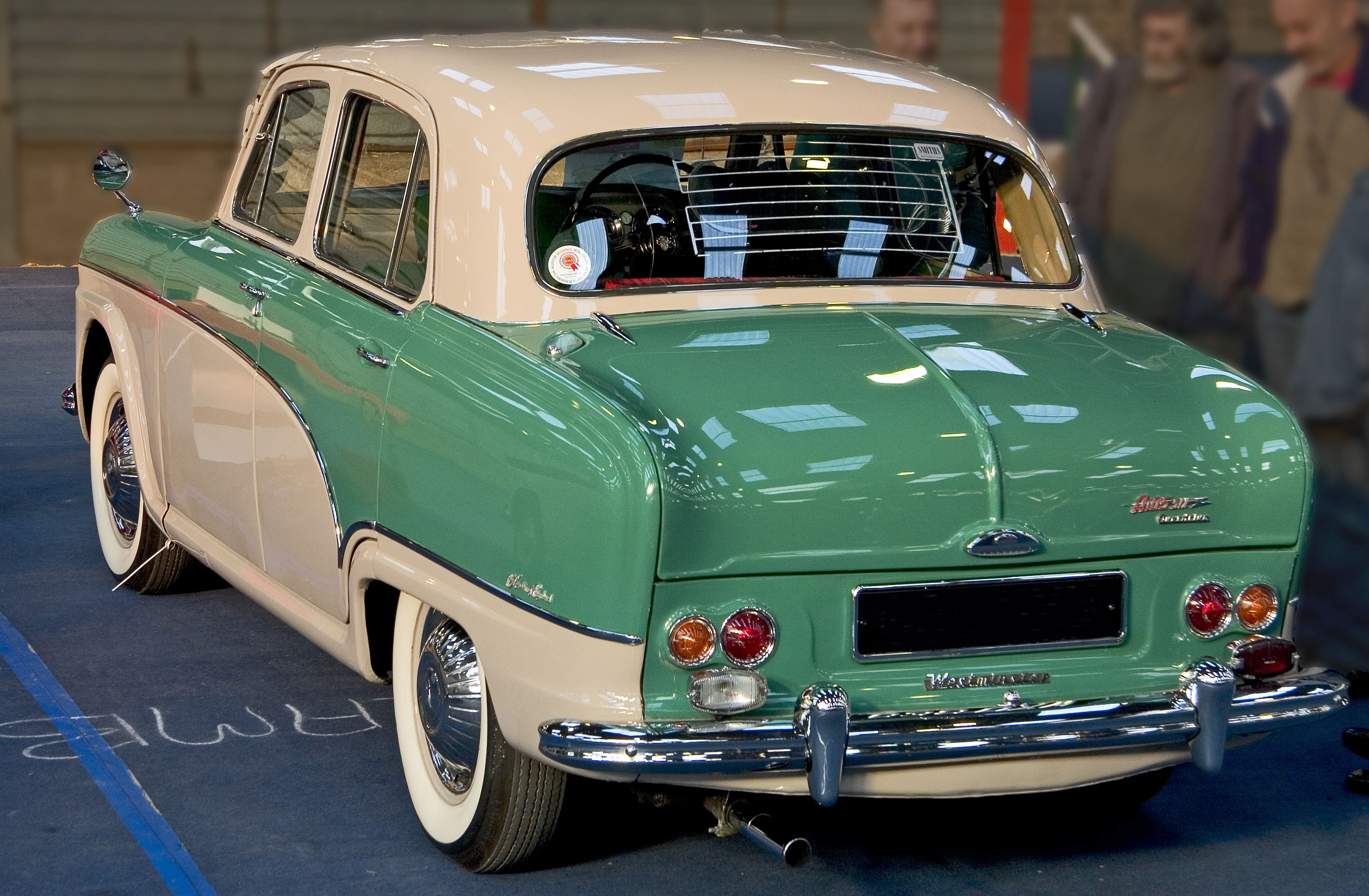
A105 з «коров'ячою» кормою
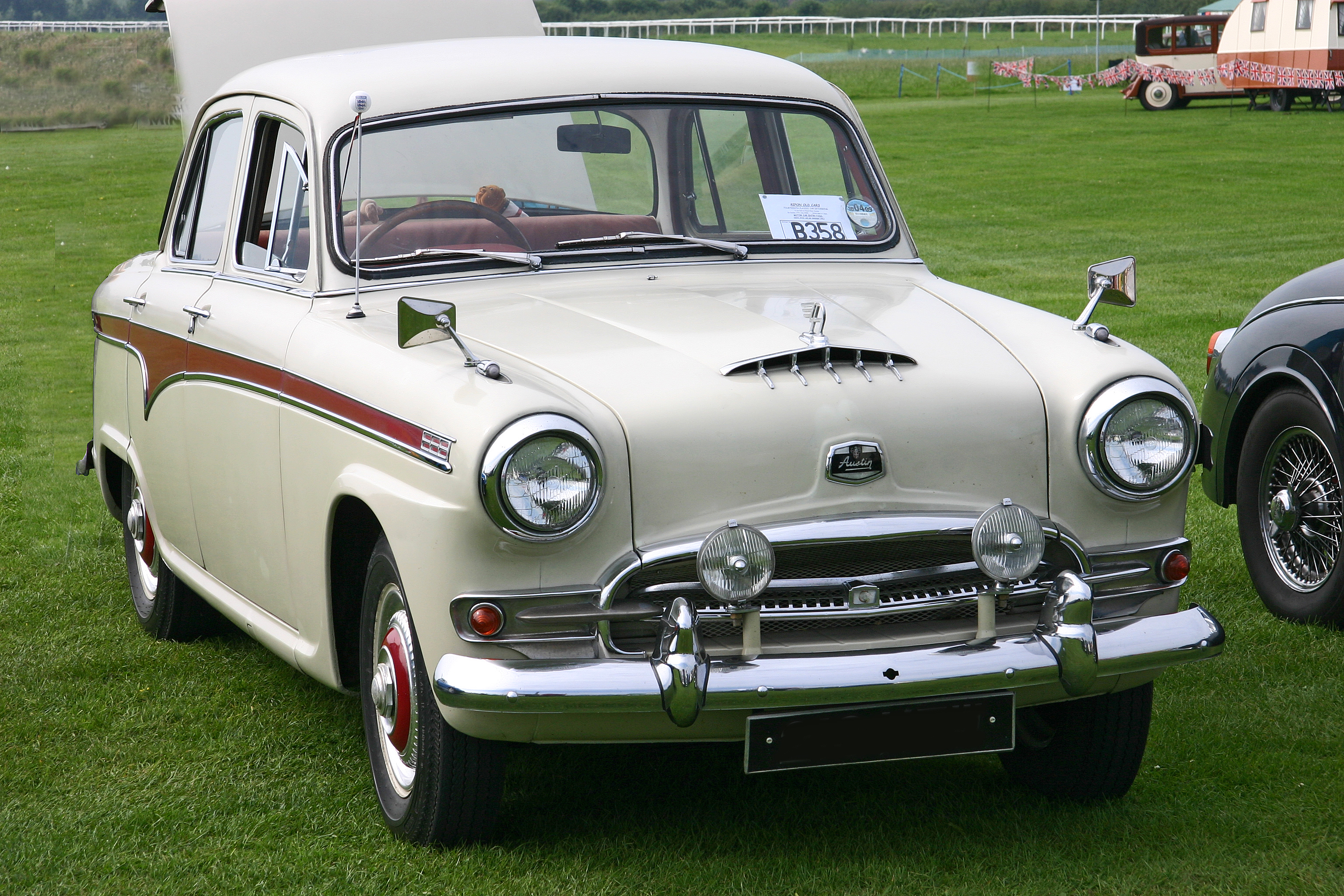
Austin A95
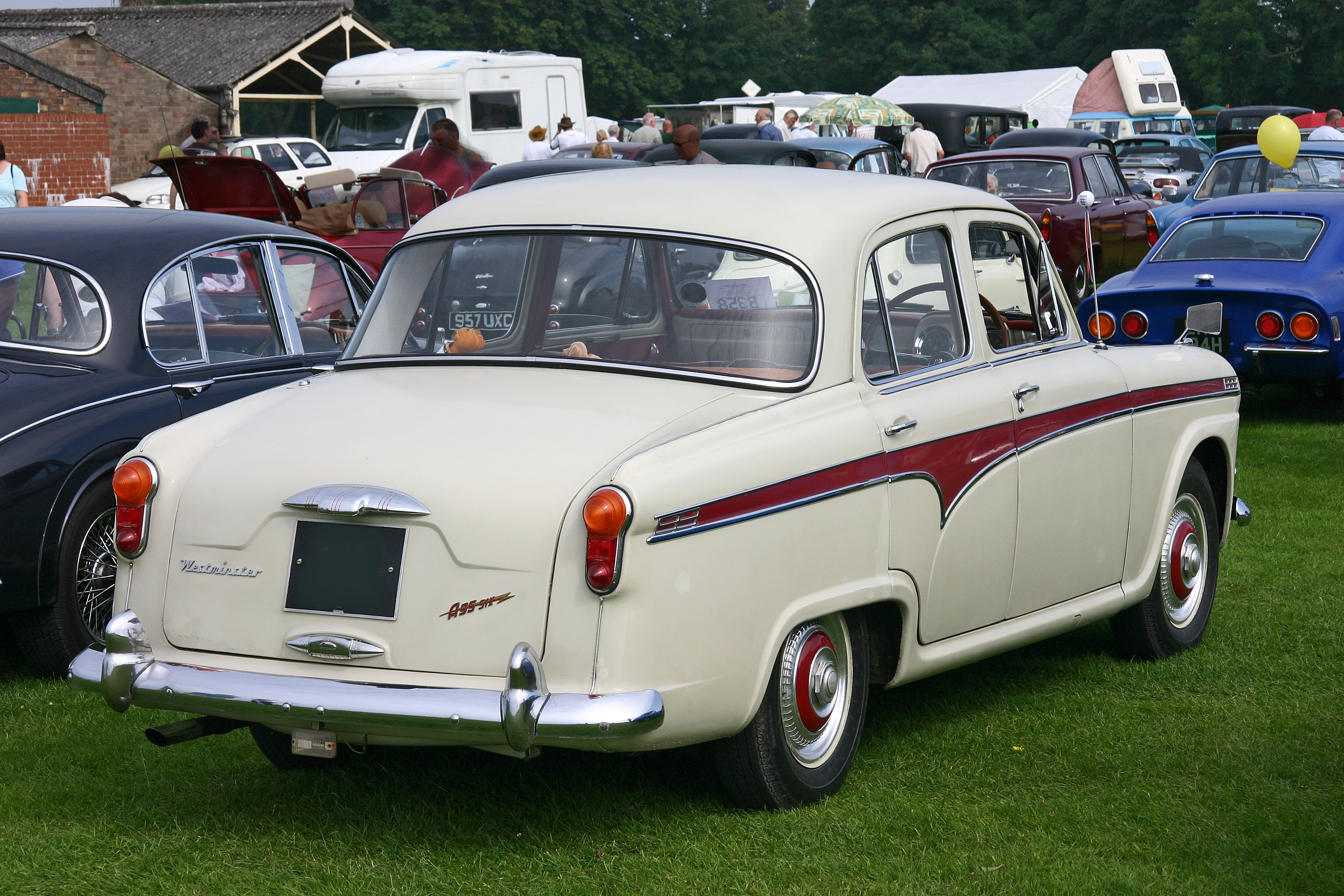
A95 з подовженим багажником
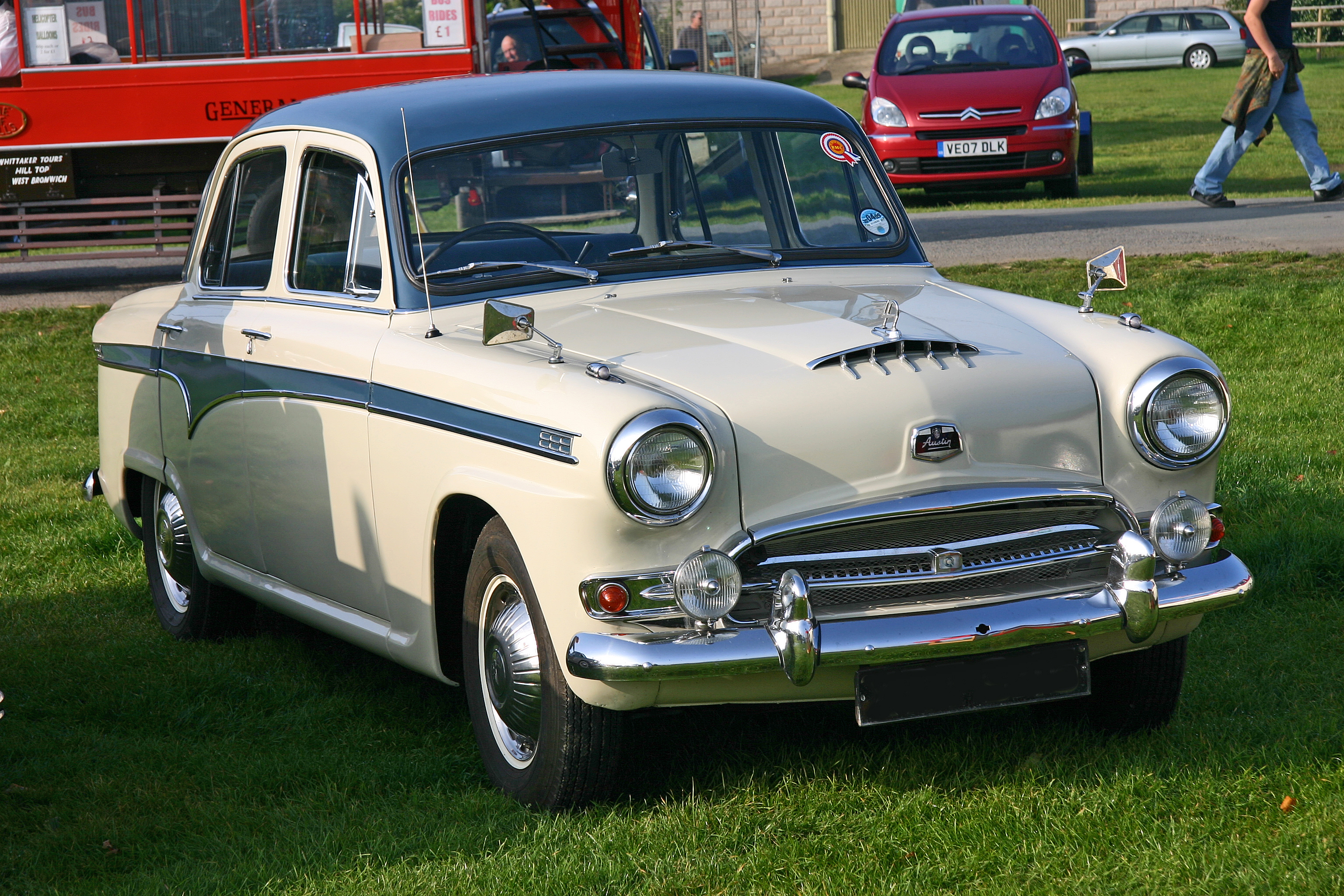
A105 з фейсліфтингом
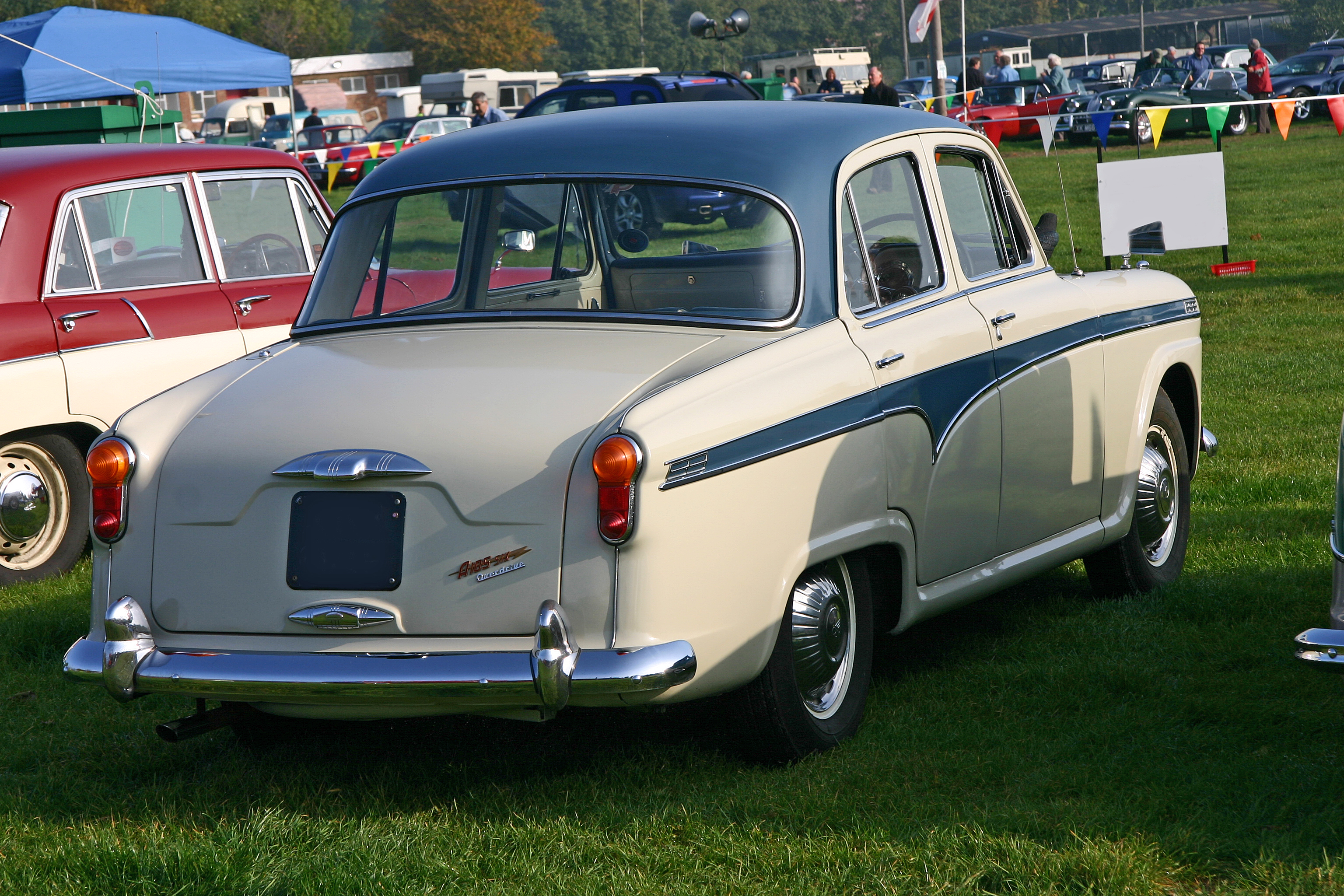
A105 з більшим багажником
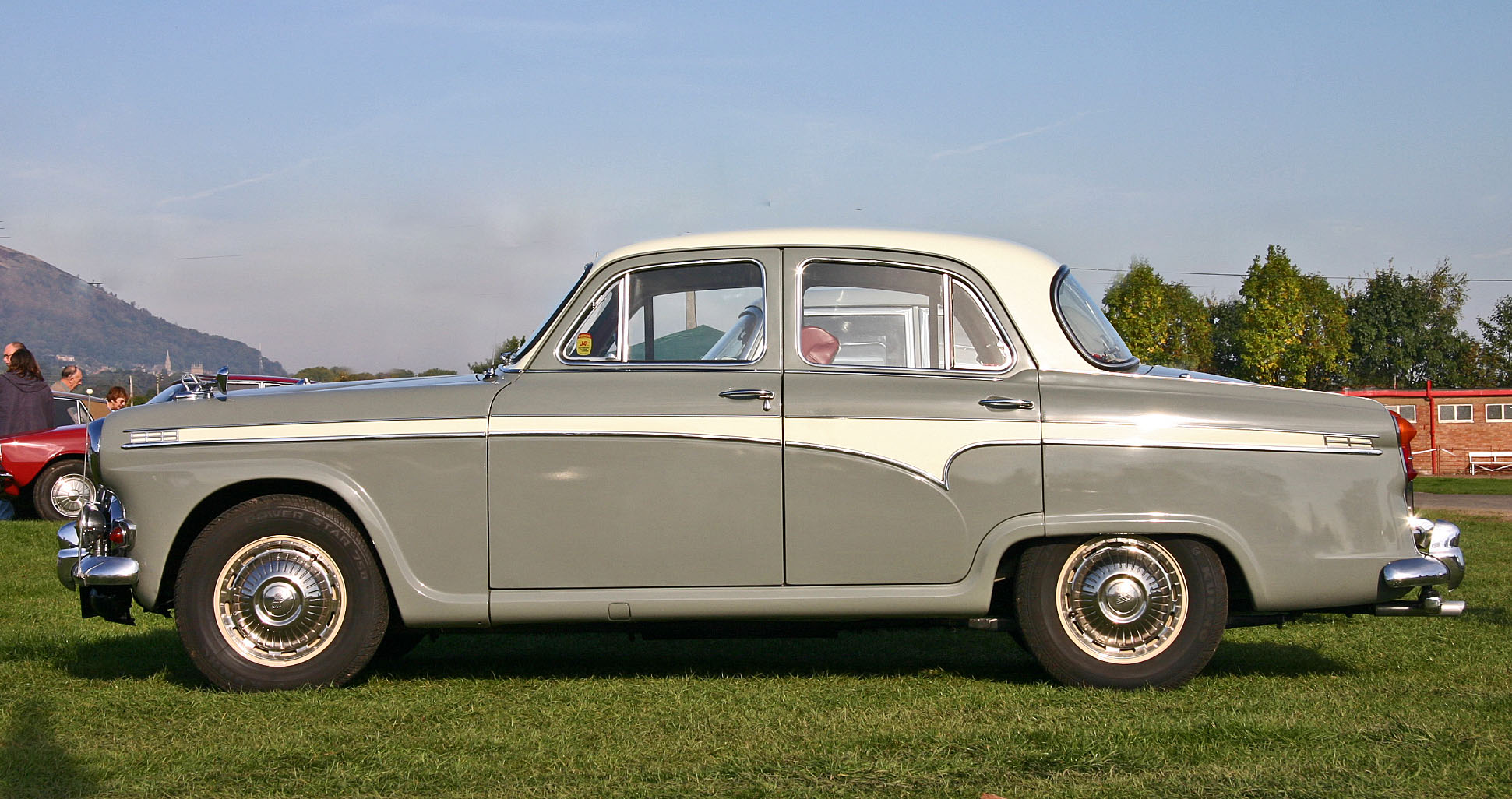
Austin A105. Довший кузов зразка 1956 р.

## Austin A105 Vanden-Plas
А105 був першим масовим сімейним «Остіном», що модернізувався виробником кузовів Vanden Plas. До нього значний успіх мав представницький Austin Princess A135. Вдосконалення ініціював Леонард Лорд за персональним запитом у 1957 р. Зміни стосувались значної кількості деталей салону. На боковині кузова з'явився молдинг. Більшість кузовів фарбувались у темні кольори типу чорного чи вишневого.

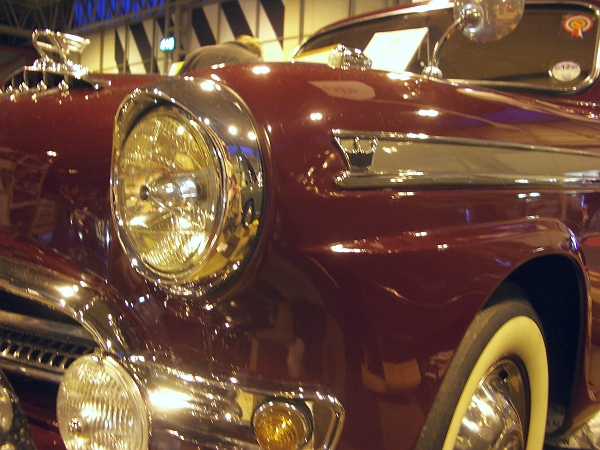
A105 з оздобленням від Vanden Plas
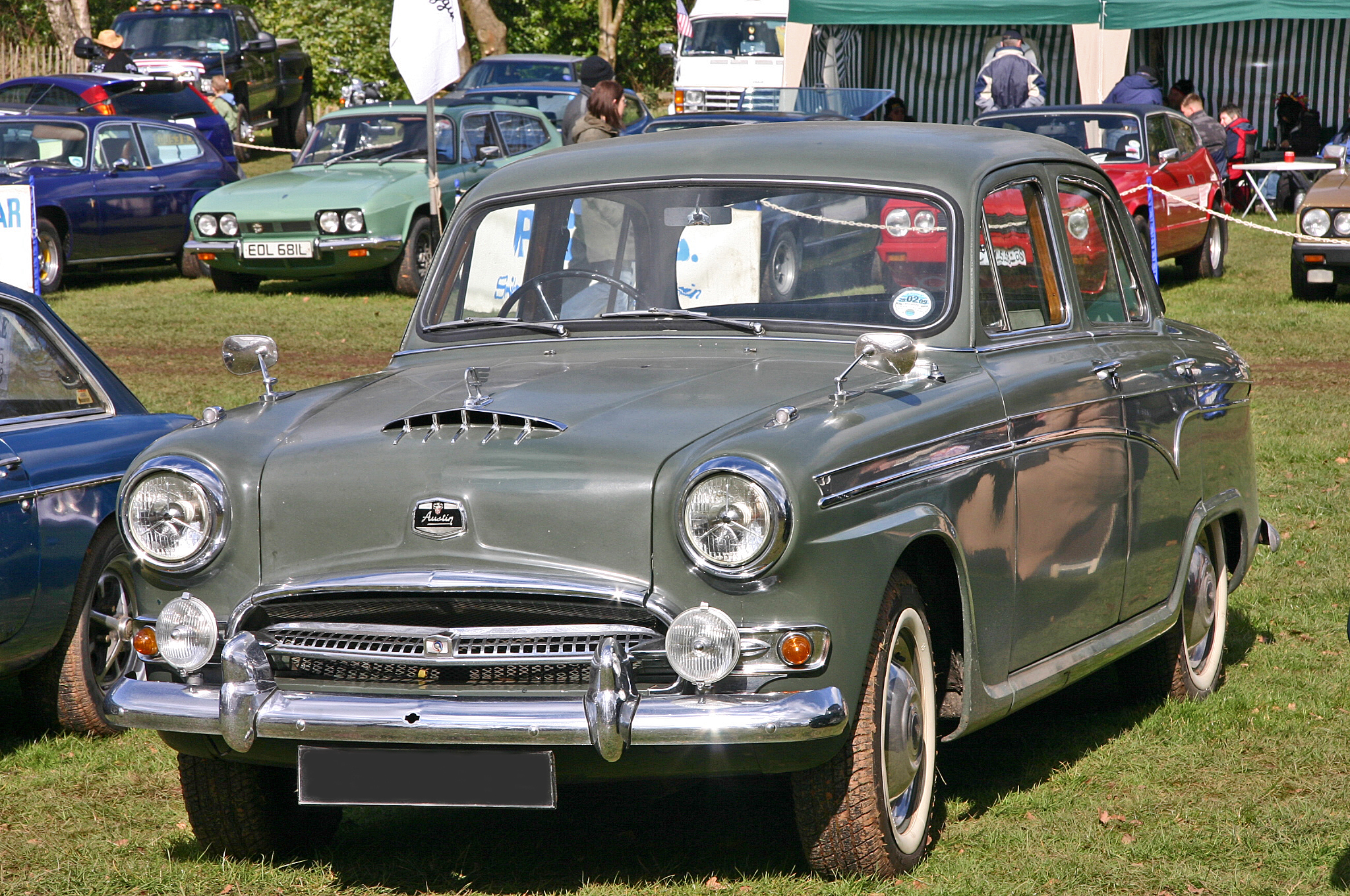
A105 V D P
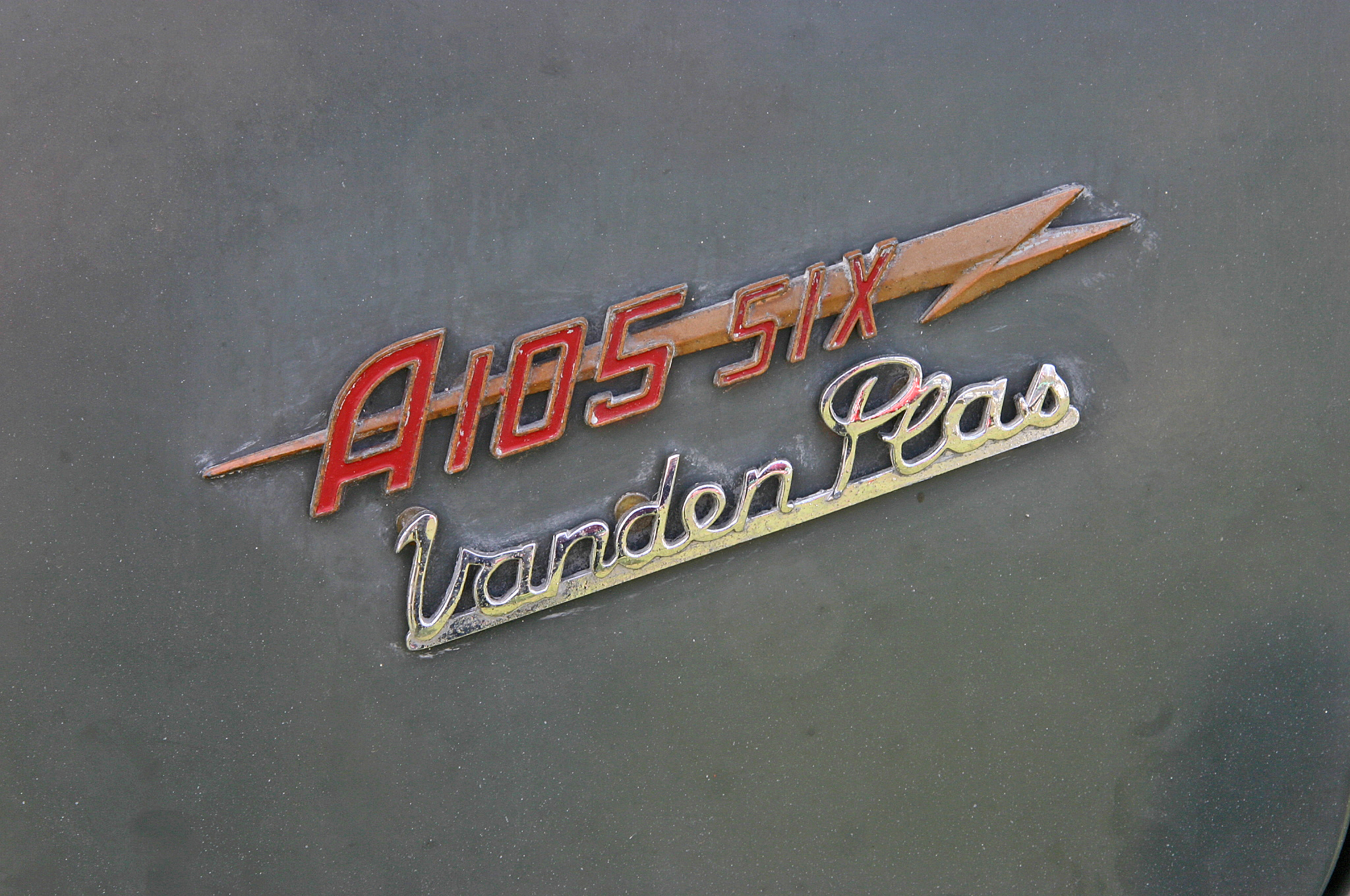
V D P шильдик на багажнику
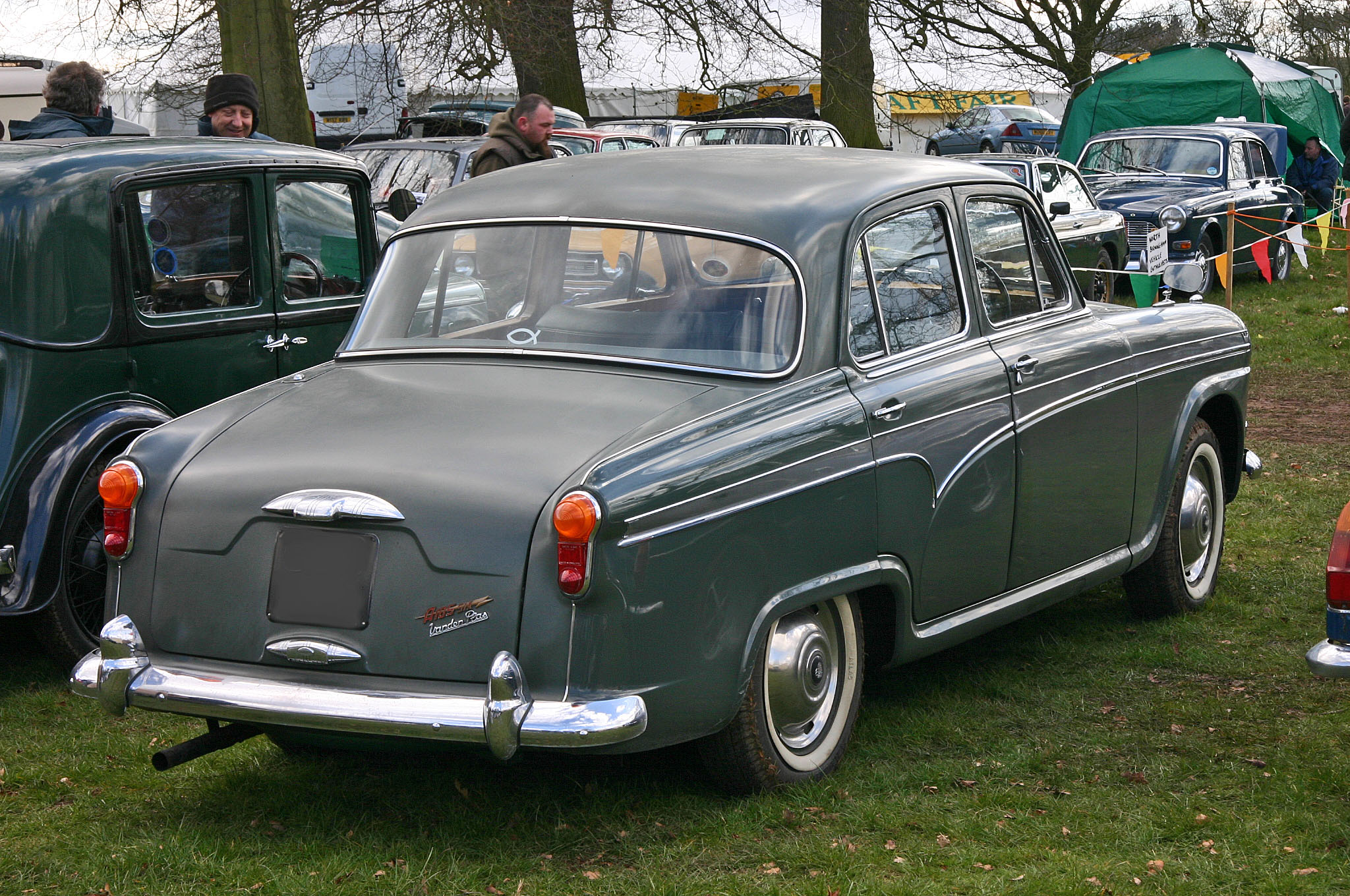
V D P суттєво не відрізняється від A105

## A99
У 1959 р. з'явився А99 Westminster з дизайном кузова від Пінінфаріни. Останній також оновив зовнішність компактного А40 та середньорозмірного А55 Cambridge за рік до того. Під капотом розміщувався рядний 6-циліндровий 2,9 л двигун з двома карбюраторами від Austin-Healey 3000. Агрегат розвивав 103 к.с. (77 кВт) на «Вестмінстері». У стандартну комплектацію входила 3-східчаста коробка передач з «овердрайвом» від Borg-Warner. Автоматична коробка передач від останнього була опцією. Новинкою стала гальмівна система від Lockheed з дисковими гальмівними механізмами (діаметр 273 мм) передніх коліс та підсилювачем. 
У 1960 р. британський журнал The Motor протестував седан А99 з автоматичною коробкою передач. Максимальна швидкість автомобіля становила 98,1 миль/год (157,9 км/год), розгін 0—60 миль/год (97 км/год) за 17,9 с, витрата палива 23 милі на імперський галон (12,3 л/100 км, 19.2 mpg‑US). Тестовий автомобіль коштував £1219 (разом з податками). Варіант з механічною коробкою передач —  £1148.
Спеціально укомплектована А99 продавалась як Princess 3-Litre (примітка, не «Остін Прінсес» — назва Austin зникла з позначень Princess у серпні 1957 р., на моделі Princess IV), а пізніше під маркою Vanden Plas Princess. Версія Wolseley — 6/99 також виготовлялась. Виробництво закінчилось у 1961 р. з появою А110. Загалом було виготовлено 15162 екземпляри А99.

## A110
А110 Westminster — остання значна модернізація, що відбулася у 1961 р. Модель мала збільшену (на 2 дюйми/51 мм) колісну базу, що збільшило простір у салоні. 13-дюймові колеса були змінені на Марках ІІ 1964 р. Wolseley виготовляли 6/110 версію й Vanden Plas Princess Mark II з двигуном С-серії, форсованим до 120 к.с. (89 кВт). Цей кузов був використаний для Vanden Plas Princess 4 Litre R з двигуном Rolls Royce, і, навіть, частини прототипу Bentley.

Остаточно сімейство Westminster поступились Austin 3-Litre у 1968 р. Всього виготовили 26105 екземплярів А110.

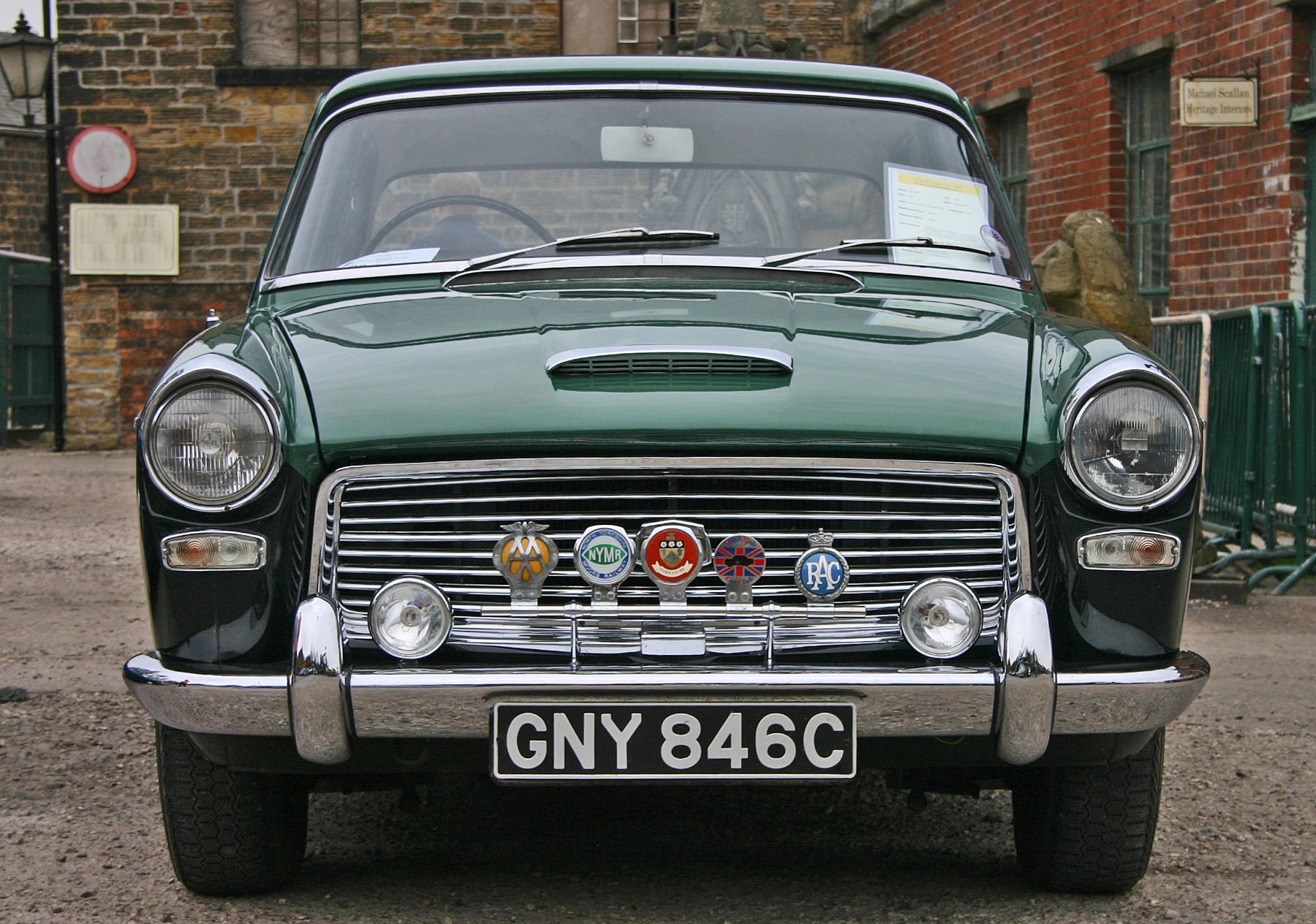
Austin A110 Westminster Mark II – найбільший Austin
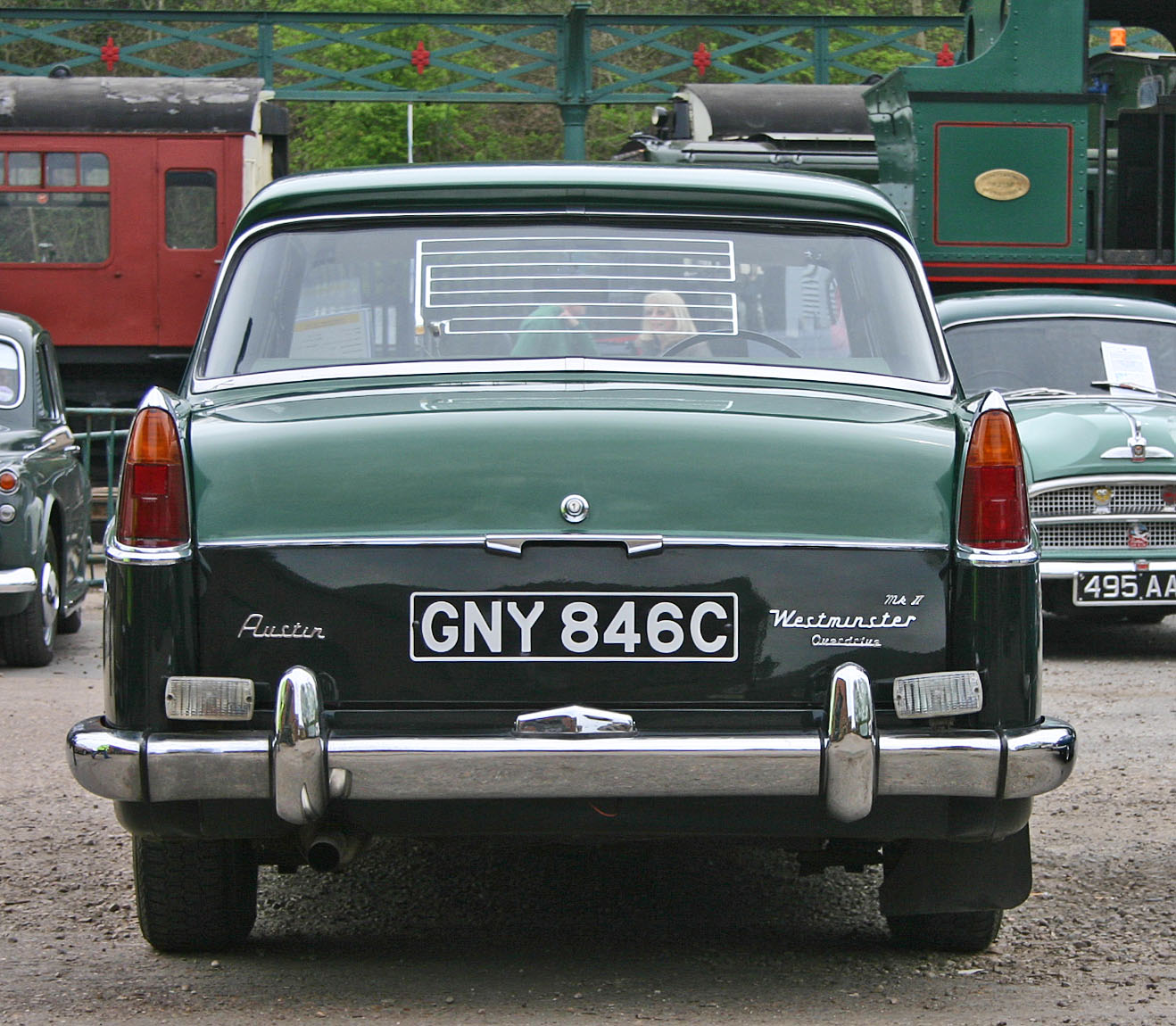
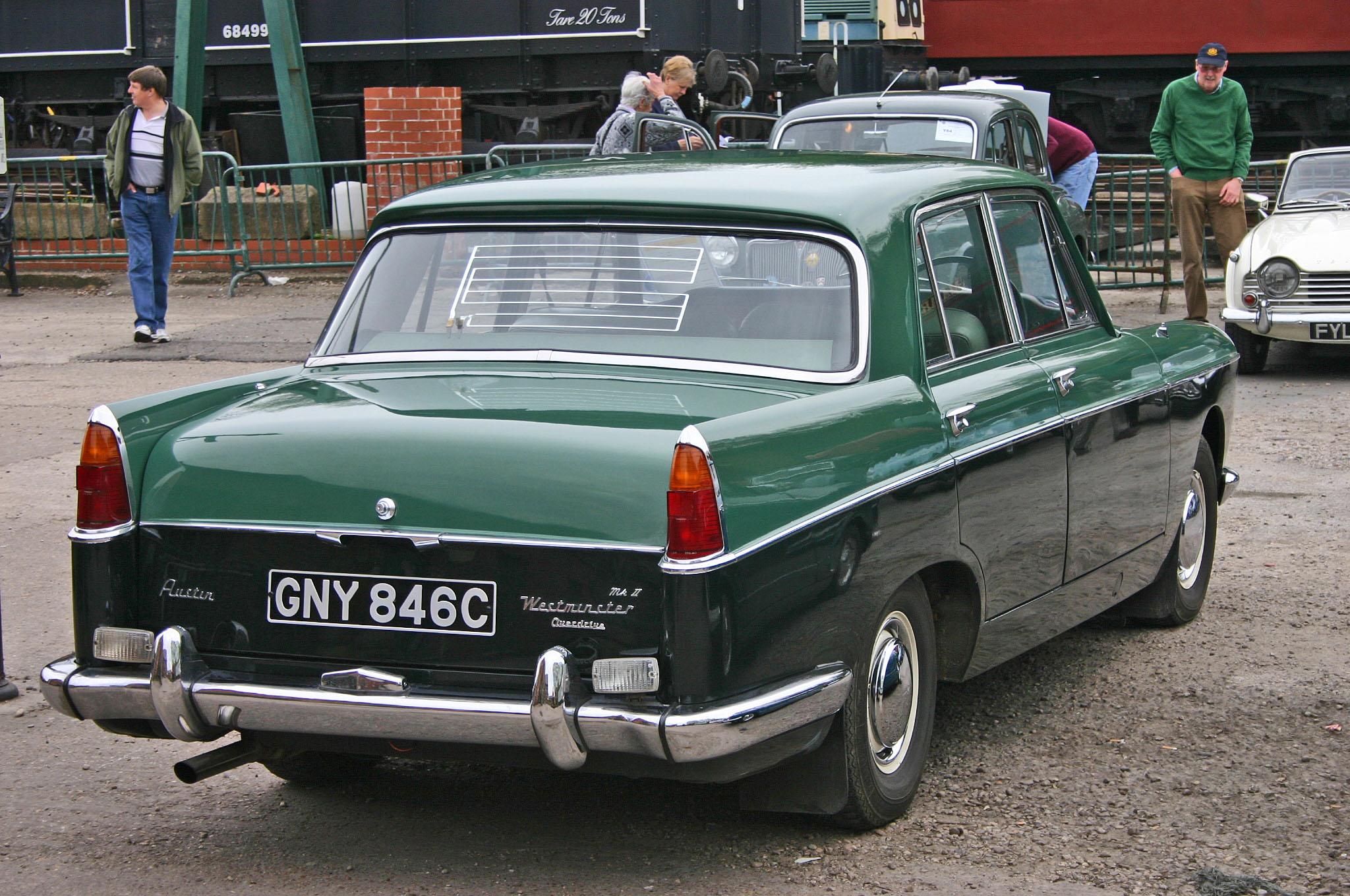

## Масштабні моделі
- Meccano Dinky Toys; No. 176 (1958–1963 рр. виробництва), Austin A105 Westminster, масштаб 1:44.[8]

## Зовнішні посилання
- Austin Memories [Архівовано 23 лютого 2011 у Wayback Machine.] – Історія «Остіна» та Лонгбриджа
- Cambridge-Oxford Owners Club [Архівовано 14 серпня 2011 у Wayback Machine.] – містить поради по збереженню автомобіля